# Красноїльський заказник
Красної́льський зака́зник — ландшафтний заказник місцевого значення в Україні. Розташований у межах Сторожинецького району Чернівецької області, на захід від смт Красноїльськ. 
Площа 1129 га. Статус надано згідно з рішенням 7-ї сесії обласної ради V скликання від 16.10.2006 року № 105-7/06. Перебуває у віданні Сторожинецького держспецлісгоспу АПК і ДП «Сторожинецький лісгосп» (Красноїльське л-во, кв. 21, вид. 1-13, кв. 27, вид. 1-14, пл. 134,0 га; Красноїльське л-во, кв. 4, 5, 7-11, 13, 14, пл. 995,0 га). 
Статус надано з метою збереження природного комплексу в передгір'ї Покутсько-Буковинських Карпат. Є цінні лісові, лучні та болотні ділянки з багатим флористичним складом. Виявлено 15 видів рослин, занесених до Червоної книги України.